# ليون فاولر
ليون فاولر (بالإنجليزية: Leon Fuller)‏ هو لاعب كرة قدم أمريكية أمريكي، ولد في 28 يوليو 1938 في نيدرلاند في الولايات المتحدة.